# Арсен Йегиазарян
Арсен Йегиазарян (на арменски: Արսեն Եղիազարյան) е арменски шахматист, гросмайстор. Треньор е на женския национален отбор на Армения. През 2008 г. заема единайдесето място в местното първенство. През 2001 г. заема 2-4 м. в Батуми, Грузия.

## Участия на шахматни олимпиади
Участва само на две шахматни олимпиади. Изиграва 16 партии, постигайки 4 победи и 9 ремита. Средната му успеваемост е 53,1 процента. По време на последното си отборно участие, което е в третия отбор на Армения на олимпиадата в Ереван, регистрира трите си загуби в този шахматен форум и те са от такиджистанеца Магарам Магомедов, датчанина Курт Хансен и беларусина Борис Гелфанд.
| Година | Организатор | Отбор    | Класиране (отборно) | Дъска         |
| 1994   | Москва      | Армения  | 13                  | Втора резерва |
| 1996   | Ереван      | Армения3 | 42                  | Първа         |